# Campylocheta
Campylocheta – rodzaj muchówek z rodziny rączycowatych (Tachinidae).

## Gatunki
- Campylocheta atriceps (Reinhard, 1952)[5]
- Campylocheta canora (Reinhard, 1952)[5]
- Campylocheta confusa Ziegler, 1996[6]
- Campylocheta crassiseta Mesnil, 1974[6]
- Campylocheta eudryae (Smith, 1916)[5]
- Campylocheta fuscinervis (Stein, 1924)[3][6]
- Campylocheta inepta (Meigen, 1824)[1][6]
- Campylocheta latigena Mesnil, 1974[6]
- Campylocheta magnicauda Shima, 1988[3]
- Campylocheta malaisei (Mesnil, 1953)[3]
- Campylocheta mariae Bystrowski, 2001[6]
- Campylocheta nasellensis (Reinhard, 1952)[5]
- Campylocheta orbitalis (Webber, 1931)[5]
- Campylocheta plathypenae (Sabrosky, 1975)[5]
- Campylocheta polita (Brooks, 1945)[5]
- Campylocheta praecox (Meigen, 1824)[1][6]
- Campylocheta rindgei (Reinhard, 1952)[5]
- Campylocheta semiothisae (Brooks, 1945)[5]
- Campylocheta similis Ziegler & Shima, 1996[6]
- Campylocheta teliosis (Reinhard, 1952)[5]
- Campylocheta townsendi (Smith, 1916)[5]
- Campylocheta ziegleri Tschorsnig, 2002[6][7]